# انتشارات دانشگاه کمبریج
انتشارات دانشگاه کمبریج (به انگلیسی: Cambridge University Press) یک ناشر دانشگاهی وابسته به دانشگاه کمبریج است که در سال ۱۵۳۴ میلادی توسط هنری هشتم تأسیس گردید. این انتشارت قدیمی‌ترین ناشر فعال در جهان است. مراکز اصلی آن در کمبریج، نیویورک، ملبورن، مادرید، کیپ تاون، سائوپائولو، دهلی نو، توکیو، و سنگاپور است که در بسیاری از کشورهای دیگر هم دفاتری دارد. این ناشر در سال ۱۵۸۴ وارد بازار نشر شده است.